# Studienka
Studienka (Hongaars:Szentistvánkút) is een Slowaakse gemeente in de regio Bratislava, en maakt deel uit van het district Malacky.
Studienka telt 1643 inwoners (01/01/2019).